# Via Flaminia

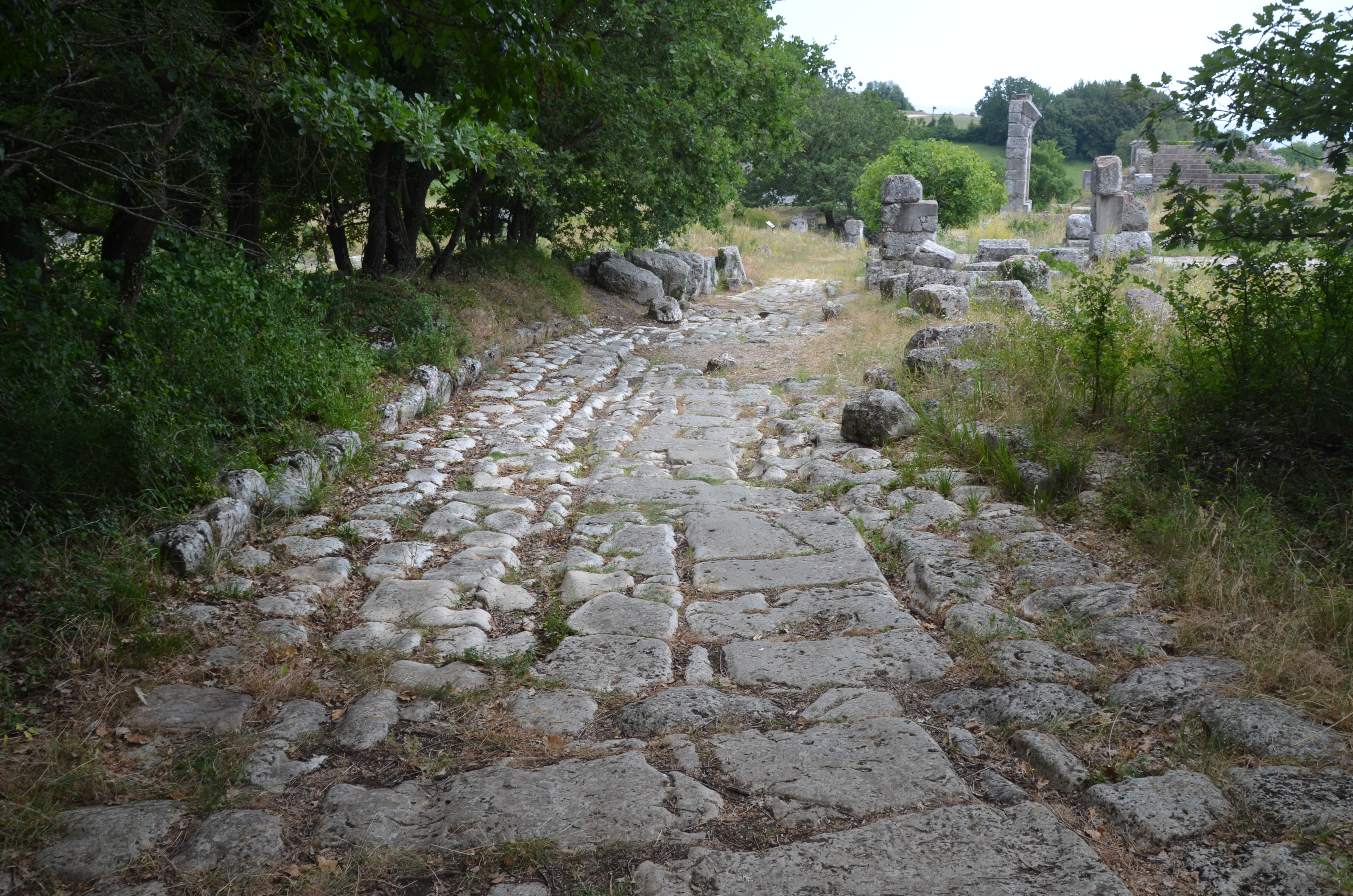
Via Flaminia bei Carsulae

Die Via Flaminia ist eine Straße, die Rom seit der Antike mit der Adriaküste verbindet. Sie wurde 220 v. Chr. angelegt und führte ursprünglich bis Ariminum (Rimini). In ihrer Geschichte änderte sich mehrfach der Streckenverlauf. Heute ist sie als Strada Statale 3 Via Flaminia klassifiziert und endet in Fano.

## Geschichte

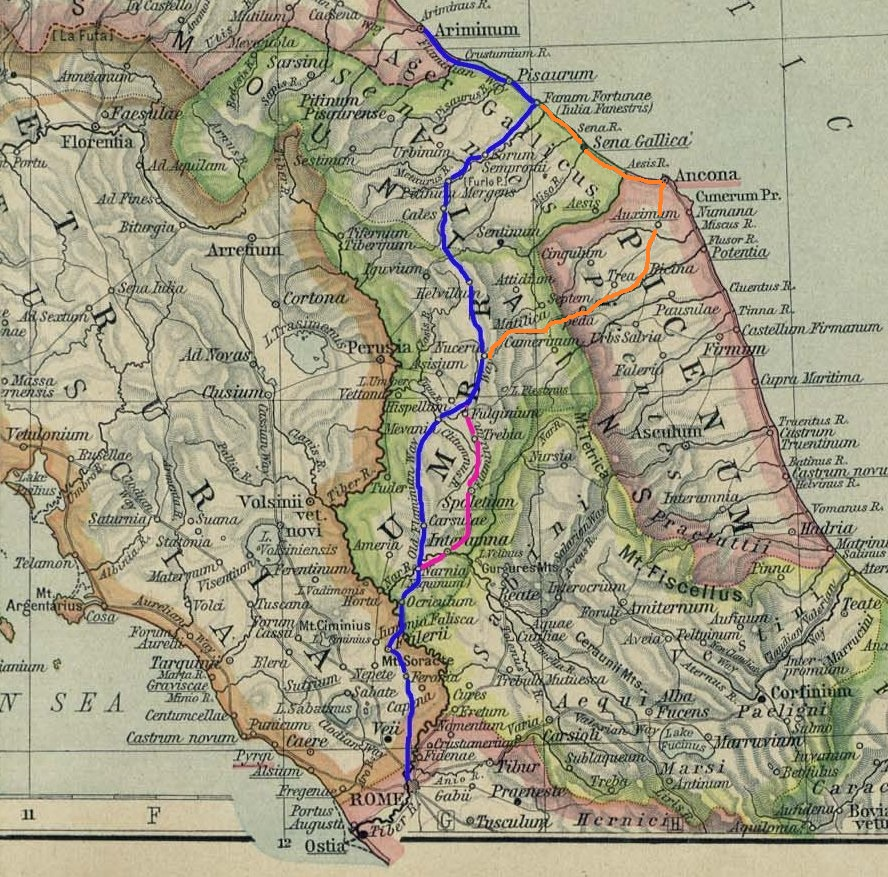
Verlauf der Via Flaminia

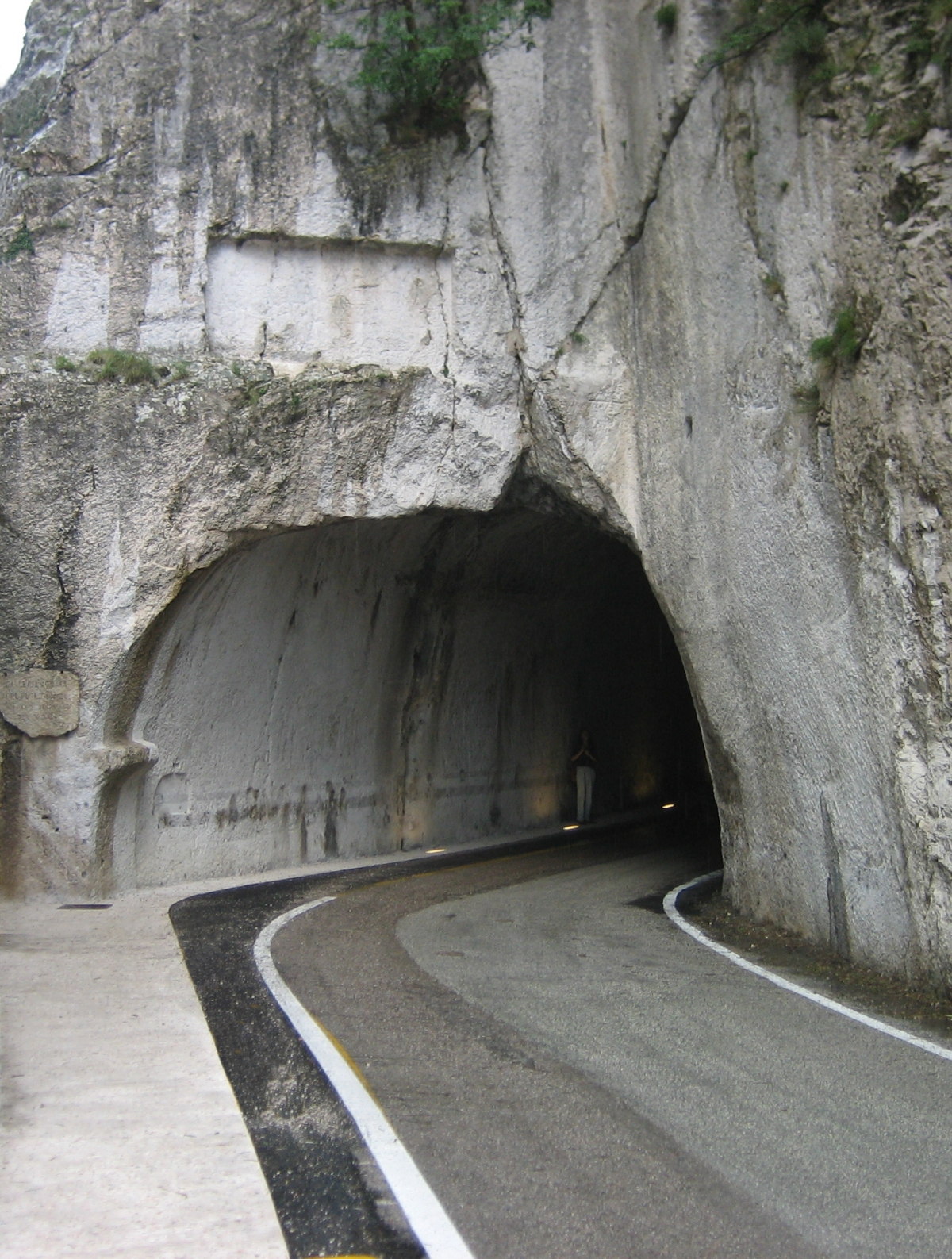
Furlo-Tunnel, Nordseite

Die Straße wurde im Auftrag des Censors Gaius Flaminius im Jahr 220 v. Chr. gebaut und während der Kaiserzeit mehrmals renoviert. Augustus, der die Straßen Italiens einzelnen Senatoren zuwies, reservierte die Via Flaminia für sich selbst und ließ alle Brücken, mit Ausnahme der Milvischen Brücke (Pons Mulvius), mit der sie den Tiber drei Kilometer nördlich von Rom überquert (und die vom älteren Marcus Aemilius Scaurus aus dem Jahr 109 v. Chr. stammt) und eines unbekannten Pons Minucius, erneuern. Ehrenbögen wurden zu seinen Ehren auf der ersten Brücke errichtet sowie in Ariminum, wo der Augustusbogen bis heute erhalten ist. Vespasian ließ im Jahr 77 einen neuen Tunnel durch die Intercisa-Engstelle in der Furlo-Schlucht errichten und Trajan, wie Inschriften zeigen, einige Brücken entlang der Straße renovieren.
Im Mittelalter war die Via Flaminia als Ravenna-Straße bekannt, da sie zu der nun wichtigeren Stadt Ravenna führte, geriet aber mit dem Ende des Exarchats von Ravenna und während der Blütezeit der Lombardei außer Gebrauch, wurde dann in der Renaissance wiederhergestellt und blieb bis zur Ära Napoleons von militärischer Bedeutung.
1946 wurden in der Nähe der Kreuzung der Via Flaminia und der Via Salaria Gallica hunderte kleiner Bronzestücke gefunden, die restauriert wurden und als Goldene Bronzen von Cartoceto di Pergola bekannt geworden sind.

## Strecke

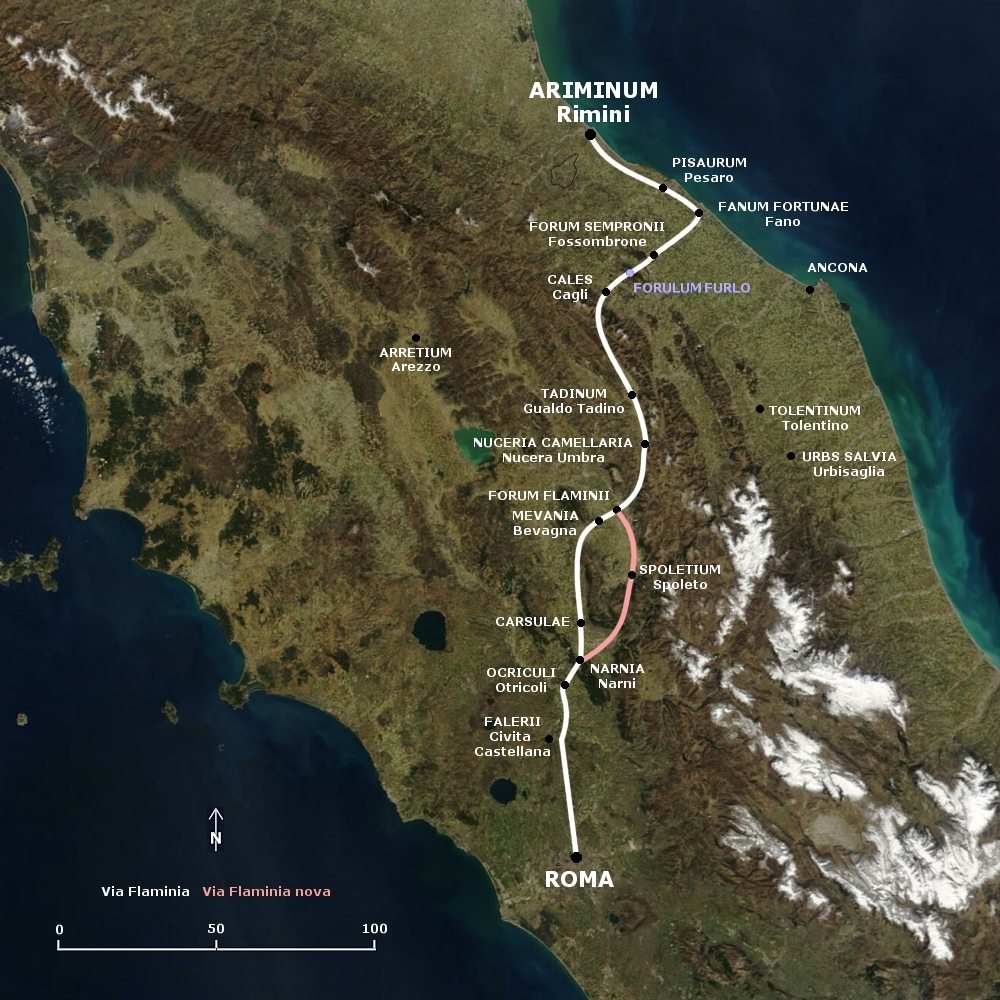
Verlauf der Via Flaminia im Satellitenbild

Die Via Flaminia begann ursprünglich an der Porta Fontinalis in der Servianischen Mauer. Die Meilenzählung begann jedoch am Milliarium Aureum. Heute werden die Kilometer ab der Piazza Venezia gezählt. Die Straße durchzog geradlinig das Marsfeld bis zur Milvischen Brücke. Seit dem Bau der Aurelianischen Mauer (um 275 n. Chr.) verließ die Via Flaminia durch die Porta Flaminia, die spätere Porta del Popolo die Stadt. Der Teil der Straße innerhalb der Stadtmauer erhielt im 3. Jahrhundert den Namen Via Lata (Breite Straße). Heute heißt dieser Abschnitt Via del Corso.
Die Via Flaminia durchlief das Gebiet der kurz vor ihrem Bau unterworfenen Falisker, ohne deren zerstörte Hauptstadt Falerii zu berühren. Nach dem 10. Jahrhundert n. Chr. wurde sie allerdings zum an der Stelle von Falerii Veteres entstandenen Civita Castellana abgelenkt. Auf der Höhe des heutigen Gallese überquerte sie mit einer weiteren Brücke den Tiber. Diese Brücke, vermutlich der Pons Minucius, ist nicht mehr erhalten. Erst im 16. Jahrhundert ließ Papst Sixtus V. eine neue Brücke weiter südlich bei Borghetto errichten, den Ponte Felice, über den die Via Flaminia bis heute führt.
Jenseits des Tibers führt sie durch Otricoli (Ocriculi) und Narni (Narnia). Hier überquerte sie den Fluss Nera mit Hilfe einer großartigen vierbögigen Brücke, dem sogenannten Ponte d’Augusto, die bei Martial (Epigr. vii. 93, 8) erwähnt wird und von der noch ein Bogen erhalten ist. Weiter geht sie die moderne Straße nach San Gemini mit zwei gut erhaltenen alten Brücken entlang, nach Carsulae und Mevania (Bevagna) bis nach Forum Flaminii. Später wurde eine andere Strecke von Narnia nach Forum Flaminii gewählt, die über Interamna (Terni), Spoletium (Spoleto) und Fulginium (Foligno) führt und von der eine Abzweigung nach Perusia (Perugia) abgeht – eine Strecke, die den Weg um etwa 21 Kilometer verlängert. Die Straße führte nun nach Nuceria (Nocera Umbra), wo eine Abzweigung nach Septempeda und dann entweder nach Ancona oder Tolentinum (Tolentino) und Urbs Salvia (Urbisaglia) ging, und Helvillum, überquert dann den Hauptkamm der Apenninen, wo ein Tempel des Jupiter Apenninus auf der Passhöhe stand. Anschließend ging die Straße hinunter nach Cales (Cagli), wandte sich nach Nordosten, und führte über den Intercisa-Pass nach Forum Sempronii (Fossombrone) und Fanum Fortunae (Fano), wo sie die Adriaküste erreichte. Von hier aus verlief sie nordwärts über Pisaurum (Pesaro) nach Ariminum (Rimini).
Die Länge der Via Flaminia beträgt 283 Kilometer. In der Antike zählte sie 315 Kilometer (213 römische Meilen) auf der älteren und 328 Kilometer (222 Meilen) auf der jüngeren Strecke. Die Straße gab ab dem 2. Jahrhundert einem italienischen Verwaltungsbezirk ihren Namen, dem früheren Gebiet der Senonen (Ager Gallicus), das anfangs zu Umbrien gehörte (mit dem es unter Augustus die 6. Region Italiens bildete), und unter Konstantin I. dann Picenum zugeschlagen wurde.